# 평촌 센텀퍼스트
평촌 센텀퍼스트(Pyeongchon Centumfirst)는 안양 덕현지구를 재개발한 아파트 단지이다. 23개동 2,886세대 규모이다.